# Country Walk
Country Walk statisztikai település az USA Florida államában, Miami-Dade megyében. Lakosainak száma 16 951 fő (2020. április 1.).

## Népesség
A település népességének változása:
| Lakosok száma | 10 653 | 15 997 | 16 951 |
|               | 2000   | 2010   | 2020   |